# Imre Madách
Imre Madách (Dolná Strehová, 20 gennaio 1823 – Dolná Strehová, 5 ottobre 1864) è stato un drammaturgo e scrittore ungherese.

## Biografia
Di famiglia nobile, studiò filosofia, laureandosi in legge a Pest nel 1844; fu un funzionario di provincia. Partecipò alla Rivoluzione del 1848 in Ungheria, rappresentante del partito aristocratico liberale, ma al crollo della rivoluzione venne sempre più emarginato, e anche arrestato nel 1851, per aver aiutato un perseguitato politico. 
Dall'isolamento e dal fallimento politico nacque La tragedia dell'uomo, l'opera principale di Madách, che fino ad allora era un nobile di campagna senza nessuna fama letteraria. Mandò il manoscritto al poeta Arany che lo incoraggiò entusiasticamente e gli suggerì alcune correzioni al testo.
Aderente all'individualismo romantico, si dimostrò attento al tema delle classi sociali elaborato dalla filosofia idealista.
La tematica basilare della sua opera è infatti l'alternanza tra le epoche individualiste e quelle collettiviste, senza alcuna possibilità di sviluppo, ma con una visione religiosa pessimistica della storia: Dio segue l'uomo nelle sue lotte, che però si rivelano inutili.

## Opera
- Lantvirágok (1840)
- La regina Maria (Mária királynő, 1840-1855)
- Férfi és nő (1843)
- Csák végnapjai (1843-1861)
- Vadrózsák (1844)
- Il civilizzatore (A civilizátor, 1859)
- Mosè (Mózes, 1861)
- La tragedia dell'uomo (Az ember tragédiája, 1852-1861)
- Tündérálom (1864)

### La tragedia dell'uomo

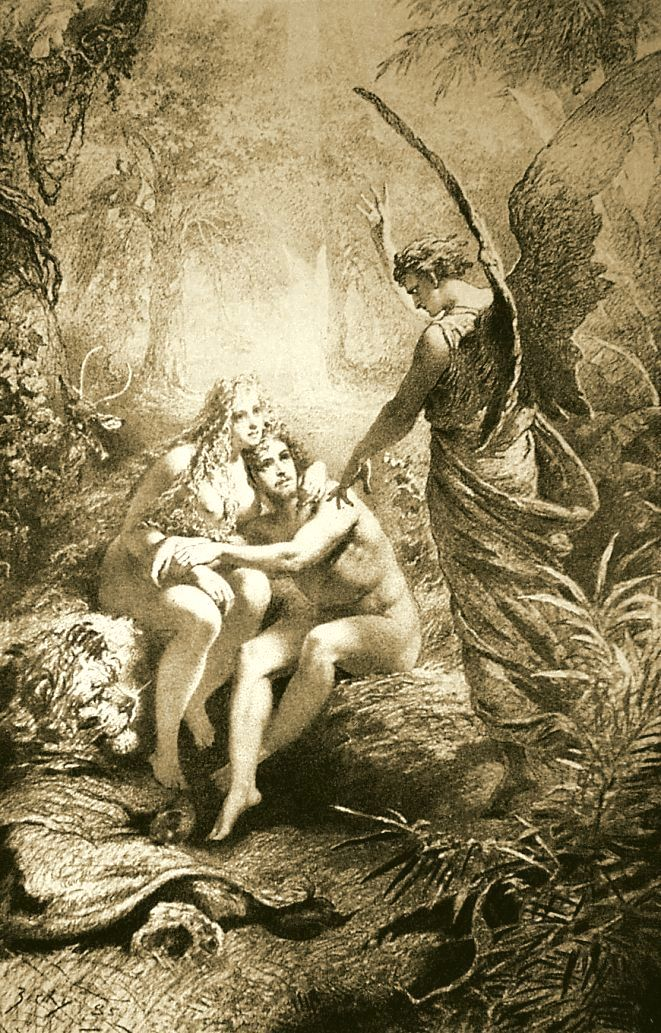
Illustrazione di Mihály Zichy: La tragedia dell'uomo (Az ember tragédiája).

L'opera più importante di Imre Madách è La tragedia dell'uomo (in ungherese Az ember tragédiája). È stata tradotta in più di 18 lingue e rappresentata largamente nel mondo. Oggi è la principale pièce nel repertorio teatrale ungherese ed è una lettura obbligatoria per gli studenti delle scuole superiori. Parecchi versi vengono citati di frequente o sono divenuti dei modi di dire.
Inizialmente il dramma venne dato alla stampa e pubblicato, ma non messo in scena: la sua realizzazione infatti prevedeva innumerevoli cambiamenti di scena (ben 15) che erano difficilmente eseguibili con i mezzi tecnici dell'epoca. 
La tragedia dell'uomo è influenzata dal Faust di Goethe ed elabora dei concetti affini. La previsione della scomparsa dell'uomo è stata interpretata come una reazione alla ragione illuminista e un rifiuto della fede nel progresso, oltre che un riflesso della vanità delle cose umane.
L'opera è composta di quindici scene, per un totale di circa 4.000 versi nei quali vengono rappresentate dieci epoche storiche. I personaggi principali sono Adamo, Eva e Lucifero. I tre viaggiano nel tempo facendo tappa nei momenti decisivi della storia umana. Lucifero cerca di convincere Adamo che la vita è senza senso e lo sarà sempre di più, finché il genere umano non si estinguerà. Adamo e Lucifero vengono presentati all'inizio di ogni scena: Adamo ricopre vari ruoli importanti nella storia, mentre Lucifero generalmente è un servo o un consigliere. Eva entra solo più tardi, a scena in corso.